# ماريا سيتل
ماريا إدواردوفنا سيتل (الروسية:Мари́я Эдуа́рдовна Си́ттель، مواليد 09 نوفمبر 1975، بينزا) هي مذيعة تلفزيونية روسية، تقدم البرنامج الإخباري "فيستي" على قناة "روسيا 1" الحائزة على جائزة تيفي.

## حياتها المبكرة والتعليم
ولدJ سيتيل في 9 نوفمبر 1975 في بينزا، جمهورية روسيا الاتحادية الاشتراكية السوفياتية، الاتحاد السوفيتي. وهي ابنة إدوارد أناتوليفيتش سيتيل، من أصل ألماني، ولاريسا بافلوفنا، درست سيتل في مدرسة بينزا الطبية حتى عام 1993، عندما انتقلت إلى معهد في جي بيلينسكي بينزا لتعليم المعلمين وتخصصت في علم الأحياء والكيمياء. في وقت لاحق، تخرجت من معهد عموم روسيا للتعليم عن بعد للمالية والاقتصاد بدرجة علمية في التمويل والائتمان.